# 파울 힌데미트
파울 힌데미트(Paul Hindemith; 1895년 11월 16일 ~ 1963년 12월 28일)는 독일의 바이올리니스트, 비올리스트 및 작곡가이다. 프랑크푸르트 암마인의 고등 음악학교를 졸업하고 프랑크푸르트 가극장의 제1악장으로 일하는 등 초기에는 바이올린 연주자로서 이름을 날렸다. 제1차 세계대전 후 작곡가로 활동하였는데, 《현악 4중주 3번》은 음악계에 새로운 바람을 불러일으켰다. 그 후 실내악 작품, 가곡 《성모 마리아의 생애 작품번호 27》 등을 발표하고, 1930년 경부터 신고전주의적인 중후한 작품을 내놓았다. 교향곡 《화가 마티스》는 이 시대의 유럽 음악을 대표하는 걸작이다.

## 주요 작품

### 교향곡
- 교향곡 ‘화가 마티스’(1933~34)
- 교향곡 내림 마장조(1940)
- 평온 교향곡(1946)
- 관악 교향곡 내림 나장조(1951)
- 세계의 조화 교향곡(1951)
- 피츠버그 교향곡(1958)

### 관현악곡
- 래그타임(1921)
- 관현악을 위한 협주곡 Op.38(1925)
- 협주 음악(관악 합주) Op.41(1926)
- 5개의 현악 소품 Op.50(1930)
- 필하모닉 협주곡(1932)
- 교향 춤곡(1937)
- 베버 주제에 따른 교향 변용(1943)
- 소교향곡 마장조(1949)

### 협주곡

#### 현악기
- 첼로 협주곡 1번 내림마장조 Op.3(1916)
- 실내 음악 3번 Op.36-2(첼로)(1925)
- 실내 음악 4번 Op.36-3(바이올린)(1925)
- 실내 음악 5번 Op.36-4(비올라)(1925)
- 실내 음악 6번 Op.46-1(비올라 다모레)(1925)
- 협주 음악 Op.48(비올라)(1930)
- 백조 고기를 굽는 사나이(비올라)(1935)
- 장송 음악(비올라)(1936)
- 바이올린 협주곡 다단조(1939)
- 첼로 협주곡 2번 가단조(1940)

#### 관악기
- 클라리넷 협주곡 가단조(1947)
- 호른 협주곡 바장조(1949)
- 트럼펫과 바순을 위한 이중협주곡 마단조(1949)

#### 건반악기
- 실내 음악 7번 Op.46-2(오르간)(1927)
- 관현악이 있는 피아노 음악 Op.29(1923)
- 협주 음악 Op.49(피아노, 금관, 하프)(1935)
- 피아노 협주곡 라장조(1945)
- 오르간 협주곡 다단조(1962)

#### 세 대 이상의 악기, 전자악기
- 트라우토니움 협주곡(트라우토니움과 현악 합주)(1931)
- 플루트, 오보에, 클라리넷, 바순, 하프를 위한 오중협주곡 마장조(1949)

### 실내악 작품
- 현악 4중주 1번 다장조 Op.2(1915)
- 현악 4중주 2번 바단조 Op.10(1918)
- 현악 4중주 3번 다장조 Op.16(1920)
- 현악 4중주 4번 Op.22(1921)
- 실내 음악 1번 Op.24-1(1921)
- 작은 실내 음악 Op.24-2(1922)
- 현악 4중주 5번 Op.32(1923)
- 현악 3중주 1번 Op.34(1924)
- 5개의 악기를 위한 3개의 소품(내림 마조 클라리넷, 다조 트럼펫, 바이올린, 더블베이스, 피아노)(1925)
- 비올라, 헤켈폰, 피아노를 위한 3중주 Op.47(1928)
- 클라리넷 5중주 Op.30(1923, 54년에 개정)
- 작은 전기 음악가의 애호가들(3대의 트라우토니움[전자악기의 일종])(1930)
- 현악 3중주 2번(1933)
- 연주회용 소품(두 대의 알토 색소폰, 1933)
- 클라리넷 4중주(클라리넷, 바이올린, 첼로, 피아노)(1938)
- 바순과 첼로를 위한 4개의 소품(1938)
- 현악 4중주 6번 내림 마장조 (1943)
- 현악 4중주 7번 내림 마장조 (1945)
- 관악 7중주(플루트, 호른, 오보에, 클라리넷, 베이스 클라리넷, 바순, 트럼펫)(1948)
- 8중주(클라리넷, 바순, 호른, 바이올린, 두 대의 비올라, 첼로, 더블베이스)(1958)

#### 소나타들

##### 현악기

###### 바이올린
- 소나타 내림 마장조 Op.11-1(1918)
- 소나타 라장조 Op.11-2(1918)
- 소나타 마장조(1935)
- 소나타 다장조(1939)
- 독주 소나타 Op.11-6(1917)
- 독주 소나타 Op.31-1(1924)
- 독주 소나타 Op.31-2(1924)

###### 비올라
- 소나타 바장조 Op.11-4(1919)
- 소나타 Op.25-4(1922)
- 소나타 바장조 (1939)
- 독주 소나타 Op.11-5(1919)
- 독주 소나타 Op.25-1(1922)
- 독주 소나타 Op.31-4(1923)
- 독주 소나타 (1937)

###### 첼로
- 세 개의 소품 Op.8(1917)
- 소나타 Op.11-3(1919)
- 소나타 (1948)
- 작은 소나타 (1942)
- 독주 소나타 Op.25-3(1923)

###### 그 밖
- 작은 소나타 Op.25-2(비올라 다모레)(1922)
- 더블베이스 소나타(1949)
- 하프 소나타(1939)

##### 목관악기
- 2대의 플루트를 위한 카논 소나티나 Op.31-3(1923)
- 플루트 소나타(1936)
- 바순 소나타(1938)
- 오보에 소나타(1938)
- 클라리넷 소나타(1939)
- 잉글리시 호른 소나타(1941)

##### 금관악기
- 호른 소나타(1939)
- 트럼펫 소나타(1939)
- 트롬본 소나타(1941)
- 알토 호른 소나타(1943)
- 네 대의 호른을 위한 소나타(1952)
- 튜바 소나타(1955)

### 피아노
- 어느 날 밤 Op.15(1917~9)
- 춤 소품 Op.19(1920)
- 작은 피아노 음악(1929)
- 소나타 1번(1936)
- 소나타 2번(1936)
- 소나타 3번(1936)
- 변주곡(1936)
- 음의 유희(1942)

### 오르간
- 소나타 1번(1937)
- 소나타 2번(1937)
- 소나타 3번(1940)

### 전자악기(트라우토니움) 독주곡
- 연습곡(1933)
- 느린 소품과 론도(1935)

### 발레
- 트리아디안 발레(1923)
- 헤로디아드(1944)

### 가곡
- 3개의 노래 Op.9(1917)
- 죽음의 죽음 Op.23a(1922)
- 어린 하녀 Op.23b(1922)
- 마리아의 삶 Op.27(1923/48)

### 합창
- 진혼곡(1947)
- 미사(1963)
- 상상할 수 없는 것(오라토리오)(1931)

### 오페라
- 오늘의 새로운 소식(1929; 54년에 개작)
- 화가 마티스(1938)
- 앞뒤로(1927)
- 살인자, 여성의 희망(1921)
- 카들리아크(1926; 52년에 개작)